# Serica scutellaris
Serica scutellaris är en skalbaggsart som beskrevs av Gilbert John Arrow 1946. Serica scutellaris ingår i släktet Serica och familjen Melolonthidae. Inga underarter finns listade i Catalogue of Life.